# 仕立屋工房 Artelier Collection
『仕立屋工房 Artelier Collection』（したてやこうぼう アルトリエコレクション）は日丘円による日本のファンタジー漫画作品。『ガンガンパワード』（スクウェア・エニックス刊）に掲載された同名の読切作品を連載化。2009年のパワード休刊後は『月刊少年ガンガン』（同）に移籍し、同年5月号から2011年6月号まで連載された。
ドラマCDが第三弾までと、キャラクターソングも発売されている。

## あらすじ
アルトリエに暮らす神の手を持つ職人と言われている伝説の職人、天選。彼らが作るアイテムには不思議な力が宿り、人間の願望を形にしてきた。主人公マクモも仕立屋として天選の力に目覚め、人々に幸せを届けることを何よりの喜びとしていた。やがて彼は同じ天選のキリクと出会い、運命は大きく動き出すこととなる。

## 登場人物

### メインキャラクター
マクモ声：高橋直純
年齢：15歳（4月1日時点。以下同）
本作の主人公で仕立屋の天選。「衣」の国クローゼの仕立屋万年見習いだったが、後に自分が天選であることに気付き、同国に仕立屋「マクモード (Mac-mode)」を開店。独立を果たす。
仕立屋ではあるものの、デザインに関するセンスはゼロで、そのおぞましいデザインは着る人・見る人に一種の恐怖を与え、見方によっては呪いの人形にも見えるほどである。キリクのために作ったネクタイは、「首絞め自殺用のロープ」とさえ捉えられた。しかし、ジャンクの実用書の中で行った修行の一環として、美しいドレス100着制作を成し遂げ、神の手（マキシ）を得ることに成功した。彼のデザインセンスの無さは、圧倒的な経験不足が原因だったようである。
敵であれ相手を傷付けることを厭う心優しい性格だが、 マッシュルームをエスカルゴだと勘違いしたままずっと騙され続けているなど、やや間抜けなところを多く見せ（キリクやノワール曰くついていけないほど）、とにかく底なしに明るいが、幼い頃に自分のせいで恩人であるアースの左腕を失わせてしまったという過去を持つ。仕立屋を志したのは、アースの夢を継ぐため。
しかし、変わり果てたアースとの再会直後に戦闘となった際は、敵の一員であるコームを窒息死寸前までに追いやるほど激昂したこともある。
アークエンドのジェノス本部において、ゴッド＝エンバーとの死闘の最中、四天死としてジェノスに身を置いていたアースよりその真意を聞き安堵するもつかの間、アースはエンバーの手によって殺害、自身も致命傷を負う。その後、死の淵でのアースとの対話の中で仕立屋として生きることを約束し蘇生、仲間達と力を合わせ、「共作」によってゴッド＝エンバーを打倒する。
ゴッド＝エンバーとの戦いの後、崩壊するジェノス本部で四天死ユラの口から自身がユラと同じく「作られた天選」であると聞かされる（と同時に、マクモのセンスの悪さはそのことに起因するものである可能性も示唆される）。「同類」としてユラ側に付くよう求められるも拒否、最終決戦において、世界を滅ぼすためユラがゴッド＝エンバーの娘アンクを利用して放った「死の灰」を、自らの能力で卵型の繭を生成し、その中に自身とユラもろともに取り込んで世界への拡散を阻止。命を落としかけるも、フェイに救われた。
5年後のエピローグにおいては、アースとの約束通り仕立屋を続けている様子。が、センスの悪さは健在。アースそっくりの子供に弟子入りを志願された際には「野望中」と語る。
スペック・ツールは鋏の「オート・セパ」。見た目はただの錆びた鋏で、マクモ以外が使用しても何も切ることはできないが、当人が使えば切れ味抜群の鋏となる。オート・セパを用いて作られた衣装は特殊能力を付属しており、身につけることでその能力を使用することが出来る。また、鋏を二つに分解してそれぞれを大型の刃物として使用することも可能である。彼がオート・セパに持ち主として選ばれたことが物語の始まりであった。
読切ではある国の姫に仕えることになった仕立屋として登場（1巻の巻末おまけ参照）。
キリク・オスレイル声：朴璐美
年齢：15歳（9月9日生まれ）
準主人公。菓子職人の天選。「食」の国デリカ出身。容姿端麗で頭も良いが、泳ぎが苦手。また、かなりの毒舌家であり単行本の四コマだけはやたらと強調されている。
代々菓子職人の家柄の出身で、デリカでは天才と称えられるほどであった。しかし、謎の集団ジェノスの行った大量殺人により父母や親しい人たちを殺され、その上犯人に仕立て上げられ、故郷を追われる。それ以来、ジェノスに復讐を誓い各地を旅していた。マクモとの出会い後は彼と旅を共にする。
デリカでの事件後、就寝の際に晩餐会での父母たちの最後の場面がフラッシュアップされ、悩まされるも、マクモと旅の途中でイルとシュガーとの戦った際に彼等が仇であることが分かり、その後、恩人である、ジャンクの本の世界で毒殺の原因がわかり、天手を取得。同時に、晩餐会の悪夢を乗り越える。
シェルトで十二死徒のイルとシュガーを倒した後、十二死徒のカバネに変装してジェノス本部に潜入。同所でマクモと再会した。
マクモとの再会の直後に、四天死の火炎との戦闘に突入。その中で、デリカでの虐殺の理由が、デリカを含む周囲の国々によって彼の故郷である「火」の国・煉が壊滅させられたことへの復讐だったことを知る。死闘の後火炎を打倒するも、彼に対し国の復興と繁栄が本当の復讐であると叱咤する。
複雑な心情を抱え、復讐すべきジェノスへの怒りが高ぶると一人称が「ボク」から「オレ」に変わる。
5年後のエピローグでは、無事に冤罪は晴れた様子。
スペック・ツールはアイスピック。空気を含め、触れるもの全てを凍らせることが出来る。家で代々受け継がれてきたものらしい。
読切では殺し屋として登場（2巻の巻末おまけ参照）。
エニメニ
年齢：15歳（12月12日生まれ）
大工の天選。「住」の国シェルトで棟梁を務める。ピンク色の髪に可愛らしい顔をした女の子。怪力、かつ「食欲ない」ときでも五人前を軽く平らげるほどの大食い。
クオリとは幼馴染で親友だったが、その恋人フローが彼女を騙していることに気付き、クオリをフローから遠ざけようとするも、正体を知られたフローがエニメニ殺害のために仕掛けた罠にクオリがかかってしまう。クオリが殺されたと思い込んだエニメニは、怒りのままにフローを殺してしまった。
「帝都滅亡」後は、クオリを追うためジェノス本部のあるアークエンドを目指し、マクモ、フェイと共に旅をする。
ジェノス本部では死んだはずのフローに再会して驚くも、戦いの後にクオリの誤解を解き彼から遠ざけることに成功。しかし、クオリはショックで行方不明となってしまい、ゴッド＝エンバーとの死闘後に発見。説得に応じず彼女は火炎と共に溶岩に落ちてしまうが、キリクやフェイに諭され生存の可能性を信じる。
5年後のエピローグにおいて、マスターポリスの本部で2人の子供を連れたクオリと再会。彼女の罪を償う方法を共に模索することを誓った。
スペック・ツールは「フリッカー」と「ネイル弾」。フリッカーはチェーンを操ることができ、ムチとして扱える他、剣としても形態を変化できる。ネイル弾は、刺した物体を固定する能力を持つ。元は「ネイルガン」という釘打機だったが、火炎にネイルガンを壊されたため、メルトに新しく誂えてもらった。天選としての能力は非常に高く、四天死のクオリと実力は同等。
フェイ・フォーチュン
年齢：18歳（6月1日生まれ）
占い師の天選。いつも左目を髪で隠している細身の女性。基本的に敬語で話し、他人を「さん」付けで呼ぶ。少々鈍い一面も。五歳年上のフィオという姉がいたが、数年前に死別。
「帝都滅亡」を占いにより予知し、それを防ぐためにシェルトに来たと称し、マクモたちに協力する。「帝都滅亡」後もマクモ、エニメニの旅に同行する。
その正体は、十二死徒のカバネ。
かつて姉の死に疑問を抱いていたフェイは、その真相を突き止めるため占いを学び、占い師の天選になる。高精度の占いにより姉の死にジェノスが関与していることを突き止めたフェイは、ジェノスの本拠地を割り出し潜入を試みる。しかし四天死のユラに見つかり、占いの能力の元となっていた片目を奪われてしまう。片目を返す代わりにジェノスに協力するとの取引に応じ、ジェノスの一員となる。
5年後のエピローグでは左目を取り戻しているが、左右で目の色が違うことから元の自分の目ではないことが推測される。テックから好意を向けられているが本人は全く気が付いていない様子。マスターポリスの伝令官として世界中を飛びまわっている。
スペック・ツールは水晶玉とペンデュラム。水晶玉でバリアを作ったり、ペンデュラムで催眠術をかけたりと、援護や補助向きの能力を持つ。
ゴン
本名ゴーン・パブロフ。犬の姿をしているが、元々は人間。
かつてとある国の研究機関に属していた研究者であったが、実験体であったユラに人体改造され、犬の姿になってしまった。元に戻る手段を探るため、マクモたちに同行する。
5年後のエピローグでは、記憶を失ったユラに医学を教えている。

### ジェノス
世界各地で事故に見せかけた大量殺人を繰り広げる謎の集団。大量の死体を回収し、需要のある者たちに死体を販売することが主な目的。本部はアルトリエ北部の大陸、アークエンドに所在。詳細は不明ながら、ボスは死者蘇生の技術を持つらしい。主要メンバーである四天死と十二死徒の全員は体のどこかに包帯を巻きつけている。また、階位で言えばその下に約666名の構成員が存在する。

#### ボス
ゴッド＝エンバー
エンバーマーの天選。五歳で死んだ娘、アンクを完璧に生き返らせることが目的で、これがジェノスの真の目的でもある。「神の医学書」を求めている。
死の力を操り、触れるもの全てを灰にする能力を持つ。ただし、自分が死後処理を行ったものには通用しない。また、死者の声を聞くことができる、地中から死者の腕を呼び出すなどの能力も持つ。
火炎からは「暴君」と呼ばれており、怒りに任せて壁を灰化させる、遺体を収集する等、その言動は凶暴で狂気じみている。その他方で、娘に疎まれたと思い絶望するなど、我が子を愛してやまない一人の父親らしい姿も見せる。
アースが離反者であることを四天死に迎え入れた時から把握しており、彼に命を狙われているが本人には無謀程度にしか感じていない。ジェノスに潜入したマクモがアンクに対し服を仕立てた事により彼を迎え入れようとする。マクモを庇ったアースを殺害した後、援護に駆け付けたマクモ達と対決する。死の力を打ち破るほどのマクモ達の攻撃を食らっても尚生きていたが、死の力の剣でアンクに心臓を貫かれ死亡した。

#### 四天死
十二死徒の上に立つ四幹部。天選としては十二死徒よりも桁外れに高い実力を持つ。
クオリ声：竹内順子
年齢：16歳（5月9日生まれ）
墓石職人（石工）の天選。ボスの右腕として、ボスの意向を構成員に伝える役目を持つ。ジェノス最大の計画と称する「帝都滅亡（シェルト・ダウン）」計画を推し進めていた。殺人的に凶悪な目線を持つ少女であり、彼女に睨まれれば逆らえるものは存在しない。しかし、「暗い」という性格には悩みがある。
「住」の国シェルトで生まれ育った。墓石職人の家系の生まれだったため、幼い頃は苛められていたらしい。同じくシェルト生まれのエニメニとは仲が良かった。バベルの塔の建設には、石工として関わっていた。
ジェノスに入社した理由は、恋人だったフローを生き返らせるため。エニメニにフローを殺した理由とフローの正体を教わっても信じようとせず、彼女に激しい怒りと憎悪を抱いていた。しかし、ある戦いをきっかけにフロー自らの口から真実を聞かされ、自分の存在意義を見失い、姿を消す。
ジェノスの崩壊の際にエニメニに説得されるが自身は多くの人々を虐殺した罪は死ぬことでしか償えないと思い駆けつけた火炎と共に溶岩に落下する。
音沙汰の無かったクオリだったが、5年後、エニメニの前に姿を現す。既に2人の子供がいて、火炎とクオリにそっくりなことから火炎との子供と推測される。
スペック・ツールは「グレイバー」。
火炎（かえん）声：福山潤
年齢：17歳（1月11日生まれ）
火薬師の天選。不真面目で不平屋だが、天選としての能力は非常に高く、（幻とはいえ）天選三人を瞬殺した。爆発物と炎を巧みに操る。
四天死の一人だけあって、かなりの実力者だが、マクモ達の幻を殺害後そのまま帰ってしまうなど、仕事に関してはやや詰めが甘い。後に、クオリにマクモ達の生存を知らされ、任務の失敗を馬鹿にされた際、マクモ達へ向けた怒りの強さからすると、プライドは非常に高い様子。
ジェノス社員の中でも特にクオリの視線に弱く、彼女に逆らえない。しかし、ジェノスが壊滅する際には彼女を守るように自身も溶岩に飛び込むことから、クオリに対し思想が推測される。5年後、彼と思われる人物がエニメニの制裁に怯え密かに隠れている姿が見える。
ジェノスに所属したのは、故郷を滅ぼした世界への復讐のためである。
ユラ
年齢：自称16歳（2月5日生まれ）
医師の天選。中性的な容姿を持つ細目の少年。いつも黒いタイツを履いている。間延びした口調で話し、火炎の怒りを煽って怒鳴らせたこともある。
命の恩人であるゴッド＝エンバーと共に、「神の医学書」を欲しがっており、そのためには手段を選ばない。性格は無邪気且つ残忍で、天選こそが次の人類であり、その他の人類は無価値という考えを持っている。彼の目的は「神の医学書」を使って、無価値な人間を優秀な人間=天選に作り替えることである。
ボスであるゴッド＝エンバーには忠実なふりをし、彼の愛娘であるアンクを使い死の灰を世界中に降り注ぎ、無価値な人間を一掃しようと企む。実質的には、ある意味彼がジェノスのトップである。
ウワラやフェイに「ドクター」「ドクターユラ」と呼ばれている。
ゴンが所属していた研究機関によって人工的に作られた天選である。多くの実験体の中でもとりわけ厄介な存在で、研究者たちを動物に改造するなどのイタズラを良く行っていた。その能力を危険視した機関によって生きたまま地中深く埋められるものの、ゴッド＝エンバーにより助けられる。
死の灰を世界中に広げないため、マクモが仕立てた繭の中に閉じ込められて記憶を失う。5年後、ゴンのもとで1から医学を学びなおしている。
アース
年齢：26歳（2月29日生まれ）
仕立屋の天選。クローゼ出身で、「黄金の左腕」を持つと称されていたものの、18歳のとき、マクモを助けようとして左腕を失う。マクモに罪はないと理解はしつつも、行き場のない憎悪と絶望の底にあってゴッド＝エンバーと出会い、左腕を与えられた。マクモと再会したとき、助けたことを後悔していると言い、マクモを殺そうとした。しかし本拠地でマクモと再会した時は殺意をなくしたようで、自身のことは忘れろと言い放つ。しかし事実は左腕からマクモを守るための嘘であった事が判明する。
与えられた左腕は、ゴッド＝エンバーを殺そうとして死亡した殺人鬼の腕であり、アースの意思とは別に無差別に人を殺そうとした。現在は抑え込むことに成功している。
瀕死のキリクと接触し彼をカバネに変装させ、火炎からマクモとフェイを助けたこと、6時の塔のリュウを倒す、ブランとノワールを殺害したと見せかけジェノスから逃がしたり、「帝都滅亡」計画を失敗させるなど、ジェノスの行動を妨害。「帝都滅亡」計画を失敗させた裏切り者では、と火炎に仄めかされたときも否定はしなかった。曰く、ゴッド＝エンバーを殺すことが今の目的である。
マクモらがジェノスのアジトに潜入したのと同時期に、ゴッド＝エンバー殺害の計画を実行に移す。綿密に練られた様々な戦術を使って戦うが、「不死」の能力を持つゴッド＝エンバーには刃が立たず、致命傷を負う。その後、その場にやってきたマクモらと合流、マクモを狙うゴッド＝エンバーの攻撃から彼を庇って死亡した。

#### 十二死徒
ジェノスの殺人実行部隊。総員12名で構成されており、全員が天選。
ネット
年齢：21歳（10月7日生まれ）
罠師の天選。十二死徒での実力は最低ランク。典型的な小物であり、保身を第一とする。「衣」の国での失敗により、クオリに始末されたかに見えたが、「帝都滅亡」前の集会に現れ、帝都滅亡にも参加した。本人曰く、心臓が2つある特別な存在らしい。
ウワラにさりげない殺意を向けられている。ウワラのペットのクーにも弱い。
ジェノス崩壊の際、ブランとノワールによってフローと共に鏡に閉じ込められる。
イル・リガートル
年齢：19歳（2月14日生まれ）
薬師の天選。
自らの実力に絶対の自信を持つ殺人鬼だが、意外なことにシュガーとは正真正銘のバカップル。少しでも離れると嘆き合うため、クオリをはじめとする周囲を苛立たせる事もしばしばである。
元々、町医者付きの薬師だったが、シュガーとの駆け落ちで、追っ手にシュガーともども殺されかけたところをジェノスに助けられ所属した。また、デリカでの大量殺人事件の実行犯で、キリクの父母の仇である。
シェルトでの大量殺人計画の最中、天手を取得したキリクに再び襲撃するも、彼の策に謀られ敗北。
5年後、自分の罪を認め、シュガーと一緒に監獄生活を送っている。
スペック・ツールは彼の体内にある「ILL LABO（イル・ラボ）」で、彼の血液を材料に、体のどこからでも劇薬を出す他、毒針を使って攻撃することも出来る。
シュガー・ポット
年齢：17歳（3月14日生まれ）
化粧師の天選。
イルとは恋人同士で、所構わずいちゃつきあうので、周囲を苛立たせることもしばしば。かなりのバカップル。
元々貴族の生まれだったが、落ちぶれた家の復興のため意に染まぬ婚約をさせられ、恋仲になっていたイルと駆け落ち、ジェノスに所属した。
シェルトでの大量殺人計画の最中、住民に化け、キリクをだまし討ちをするも、あっさりと敗北。
5年後、罪を認め、イルと2人一緒に監獄生活を送っている。
スペック・ツールは「パーフェクト・パクト」というコンパクト。その能力は、投げキッスで一瞬対象の動きを止めるなど援護向きのものから、伸ばした爪で攻撃するなど戦闘向きのものまで多彩。
ウワラ
年齢：19歳（9月23日生まれ）
剥製師の天選。眼鏡をかけ大人しそうに見えるが、ネットにさりげない殺意を向けたり、マクモ達に笑顔で死の宣告をしたりする天然ダークな少女。
動物型の剥製を自在に操る能力を持っており、戦闘時に使用したり情報収集に利用する。いつもクーという猛獣（剥製で、メス）を連れている。クーは普段は小さくて可愛らしい外見をしているが、戦闘時には凶暴な姿に変化する。基本的に戦闘はクーに任せているものの、彼女自身も鎌を使って戦えるらしい。
｢帝都滅亡｣の計画の際、マクモとエニメニと戦うも敗北。しかし、彼女はかろうじて逃げ延び、クオリや残りの十二死徒メンバーに合流している。
ジェノスの本部内でブランとノワールの鏡によって閉じ込められる。
カバネ
呪術師の天選。顔を包帯で巻いた人物。存在感が薄い。その正体はフェイ。
「帝都滅亡」後に本拠地にいるのは偽者（キリク）である。
リュウ
年齢：40歳（6月26日生まれ）
彫物師の天選で、顔と手に刺青が彫ってある。仕事人気質の渋い男で、葉巻を吸っていることも多い。上からの指令を第一に考える主義らしく、クオリのことを「姐御」と呼ぶ。
｢帝都滅亡｣での計画の最中、上司にあたるアースに不意を突かれ敗北。
｢帝都滅亡｣後にメルトの檻に収容され、天手が使えないため、彼のみジェノスのメンバーで唯一、能力に関してはどの様なものか明かされていない。
コーム
年齢：20歳（5月6日生まれ）
美容師の天選。チャイナ服に似た服を着ている黒髪長髪の女性。刃の扇を常に持っている。実力に自信があるのか、上司であるクオリをはじめとして、周りを見下すことも多い。そのため、リュウと争いになる一幕もあった。
髪の毛を操る能力を持つ。
｢帝都滅亡｣が失敗し、火炎に召集がかかり、スペックツールを失ったエニメニを襲うも、駆け付けたマクモとフェイとも交戦、しかし、激高したマクモに絶命されかけ、敗北。
ザイ
年齢：28歳（10月1日生まれ）
義肢職人の天選。帽子を被った眼光鋭い男。「瞬足の殺し屋」の異名を持つ十二死徒最強の暗殺者。両足が義足でありながら目にも止まらぬ速さで動き回ることができ、気配を消すこともできる。義足に仕込刀を隠し持つ。
ダイヤルズ郊外の砂漠でマクモ達を襲い、マクモを流砂に追い込むが、エニメニとフェイの策により、素早い動きと天手を封じられ敗北、その後は警察に身柄を引き渡される。
テック
年齢：10歳（2月11日生まれ）
発明家の天選。明るく陽気な子供で、クオリの傍にいることが多い。あらゆる機械を作り出す才能がある。「人間はすぐ裏切るから」という理由で、自分以外の人間をあまり信用していない。また、「ロボットだけは自分の味方で居てくれる」とも考えている。カバネの正体であるフェイとの戦闘後、マクモ達が帰還するための飛行船を用意する。パラシュート等の救命必需品を常備している。
5年後、マスターポリスの伝令官として世界中を飛び回るフェイに移動手段を提供し、協力している。フェイにひそかに好意を寄せている。
ブラン、ノワール
年齢：12歳（11月11日生まれ）
鏡職人の天選で、双子の男の子。前髪が一本長いのが特徴的。ただし、性格も顔つきも違う。無邪気そうに見える方がブラン（弟）で、ひねくれて見える方がノワール（兄）。
幼少時代に母親に捨てられる、虐待を受ける等の仕打ちを受けたため、初めからのうのうと生きていられる人間を憎み、ジェノスとして殺人を繰り返していた。天選の力は、幼少時代に無理矢理働かされた為に取得した。
マクモがノワールの命を救ったため、恩返しと称し、マクモがアースに殺されかけた際は二人で救った。その後アースに殺されるが、実はアースが打った芝居であり、二人を死んだことにして鏡の世界に隠れるよう指示した。
ジェノス崩壊の際には残りの十二死徒のネットとウワラ、末端であるフローを鏡に閉じ込める。
ミスト
年齢：17歳（7月7日生まれ）
造花師の天選。整った顔、細い体、外見は女の様だが、あくまで男。女の体になるという夢のためにジェノスに所属した。
本人に言わせれば、心は誰よりも女。それなのに男だという事実で酷い目を向けられていることを苦に思っていた。イル曰く「女装趣味のオカマ野郎」との事で、仲が悪いらしい。
造花を自在に操る能力を持つ。
｢帝都滅亡｣後、一人だけマクモ達から逃げ延びようとしたものの、シェルトに駆け付けたメルトに捕まり、結局、対天選用の檻に収監される。

#### その他
フロー・ド・ランス
年齢：不明
詐欺師の天選。言葉を操り、それを具現化させることが出来る。ただし、相手の耳に届かなければ意味が無い。
クオリの恋人。元ジェノスの一員で、彼女をジェノスに引き入れるのと、彼女に支払われる莫大な礼金目当てに、彼女に近付いていた。正体に気付いたエニメニを殺そうとするも、返り討ちにあって死んでしまう。しかし後に、彼の遺体はクオリとゴッド＝エンバーが回収し、ある条件と引き換えに蘇生される。その時に天選になった。
クオリと組んでエニメニを襲うが、戦いの中でクオリを利用していただけということを喋ってしまう。結局その性格が災いしクオリに現状を知られ、彼女から関係を断絶。エニメニのお仕置きで足場を切り刻まれバランスを崩し落下、死亡したと思われたが、ジェノス崩壊の際ネットと共にブランとノワールの鏡に閉じ込められる。
アンク
年齢：5歳没
ゴットエンバーの娘。原因不明の病気により全身を襲う苦痛に襲われていたが、それを苦悩したエンバーの手により一度死亡。その後エンバーの能力により蘇生はした様だが完全には蘇生出来ず、実質生きる屍と化している。その身体は度重なる治療により継ぎ接ぎだらけの状態であり、ユラの見立てでは完全な復活には「神の医学書」が必要と診断されたが実際には虚偽の申告であり、その身体はエンバーの能力の受け皿として調整がなされている。マクモ達の逆襲の中ようやく一人で動ける様になった彼女と会ったマクモが服を仕立てた事でほぼ完全に覚醒。父を捜し求め邂逅するも死の概念すらない彼女はマクモ達の攻撃による父の痛みを取り去ろうとして死の灰の能力を使用し結果的に父を改心させる事には成功するものの父を死亡させてしまう事になる。その後ユラによって体内に貯められていた死の灰を撒き散らす為の道具として利用され今度こそ人生に幕を閉じた。

### 一般人
ウーフ声：斎藤千和
年齢：5歳（4月5日生まれ）
マクモの家の近所に住む少年。マクモいわく生意気なガキ。口は悪いが天選の伝説を信じているなどピュアな一面もある。
ワープ
年齢：15歳（10月10日生まれ）
ウーフの兄でマクモの友達。本人は友達ではないと主張。ウーフに「マクモにだけは近寄るな」と言い聞かせている。
彼も仕立屋なのか第一話では国王主催の服飾大会に賞金・名声目当てで参加している。
サテン声：植田佳奈
年齢：12歳（3月10日生まれ）
マクモの幼馴染で、小さい頃はマクモの「およめさん」になると発言し、今もマクモード (Mac-mode) 専属モデルになる予定であったりと中々にいい仲である。母シフォンの死後は一時、元気を無くしてしまうが、マクモがリメイクしたシフォンのドレスを着て本来の姿を取り戻した。
ジャンク声：杉田智和
年齢：35歳（4月23日生まれ）
小説家の天選。稀代の文豪と呼ばれている。「ジャンク」はペンネームで、本名はユリウス・ウノ・ニクラス・カウリスマキ。
キリクの命の恩人。「食」の国に居住しており、そこで本にまみれた生活を送っていた。性格はマイペースでかなり浮世離れしており、執筆に打ち込み出すと止まらない。
スペック・ツールは「クィル・ペン」と呼ばれる羽根ペン。彼の能力は物語を実体化することであり、一つの異世界を創造することさえ可能。
メルト
鍛冶屋の天選。一児の母。ヒンジという娘がいる。
かつてある国から依頼されて制作した「調理器具」が、実は戦争の兵器として使用されていたという過去を持つ。そのため「人殺しの道具は作らない」という確固たる信念を持っており、マクモからの「オート・セパを鍛え直してほしい」という依頼も、それが戦うためだと知り断っていた。しかしその後のマクモの説得により、オート・セパの改良を承諾し鍛え直した。「帝都滅亡」後も、マクモたちのスペック・ツールを改造するなど協力する。
5年後、マスターポリスをヒンジと一緒に仕切っている。
フィオ・フォーチュン
年齢：15歳（8年前）
マクモと出会う前のアースが服を仕立てた、クライアントの一人。ラフな格好と口調から一見すると少年のようだが実は女性で、フェイの五歳上の姉である。
8年前、アースと出会い、彼のおかげで、当時病床についていたフェイに手術を受けさせることが出来た。その際、アースにドレスを仕立ててもらってもいる。
その後、フェイを残し死去。彼女の死にはジェノスが関係しているらしい。
ラッシュ
ギャンブルの国「ジャックポット」の貧民街に住む子供たちの塾の先生である。しかし、これは表向きの姿で、実はギャンブラーの天選である。
スペックツールは自分の運を貯めることができる「幸運（フォーチュン）ダイス」というサイコロ。
アレイ
人形の国「ドーリア」に住む人形師見習いの少年、生きた人形のサジュに似合う瞳を作ることを目標としていた。サジュは師匠によって分解され目標を失うが、フェイに叱咤され天選を目指す。フェイの水晶玉には彼が天選になった描写がある。

## 世界観
アルトリエ
マクモたちが暮らす世界。「衣」、「食」、「住」といった職人の分野をテーマとしたような国々で構成されている。
天選（マスター・ピース）
「神の手」を持つと崇められた職人達のこと。伝説として広く語り継がれているが、多くの一般人からは空想上の存在と思われている。
だが実際にアルトリエに実在しており、10年ほど前から徐々に現れだしている。その多くはその職業の特性を生かした、様々な特殊能力を持っている。
スペック・ツール
天選が特殊能力を発揮する際、その手助けをする特殊なアイテムのこと。マクモのオート・セパ、キリクのアイスピックなどが該当する。
天手（マキシ）
天選の魂が具現化したもので、手先から発生する。これを習得することで、天選として更なる高みに登ることができるとされる。神の手とも呼ばれる。
帝都滅亡（シェルトダウン）
ジェノスが進めていた殺人計画。「住」の国シェルトで大量殺人を行い、死体を回収するのが目的。計画に使用されたシステムはテックが開発した。
神の医学書
人間さえも作り出せるといわれる医学書。ダイヤルズに存在する。実際には本ではなく、遺跡のようになっている。

## 単行本
1. ISBN 4-7575-1391-7
2. ISBN 4-7575-1527-8
3. ISBN 4-7575-1703-3
4. ISBN 978-4-7575-1944-2
5. ISBN 978-4-7575-2079-0
6. ISBN 978-4-7575-2259-6
7. ISBN 978-4-7575-2401-9
8. ISBN 978-4-7575-2679-2
9. ISBN 978-4-7575-2791-1
10. ISBN 978-4-7575-2934-2
11. ISBN 978-4-7575-3057-7
12. ISBN 978-4-7575-3283-0
13. ISBN 978-4-7575-3284-7